# Platycerus piceus
Platycerus piceus is een keversoort uit de familie vliegende herten (Lucanidae). De wetenschappelijke naam van de soort is voor het eerst geldig gepubliceerd in 1837 door Kirby in Richardson.